# Casa Higinia del Pozo

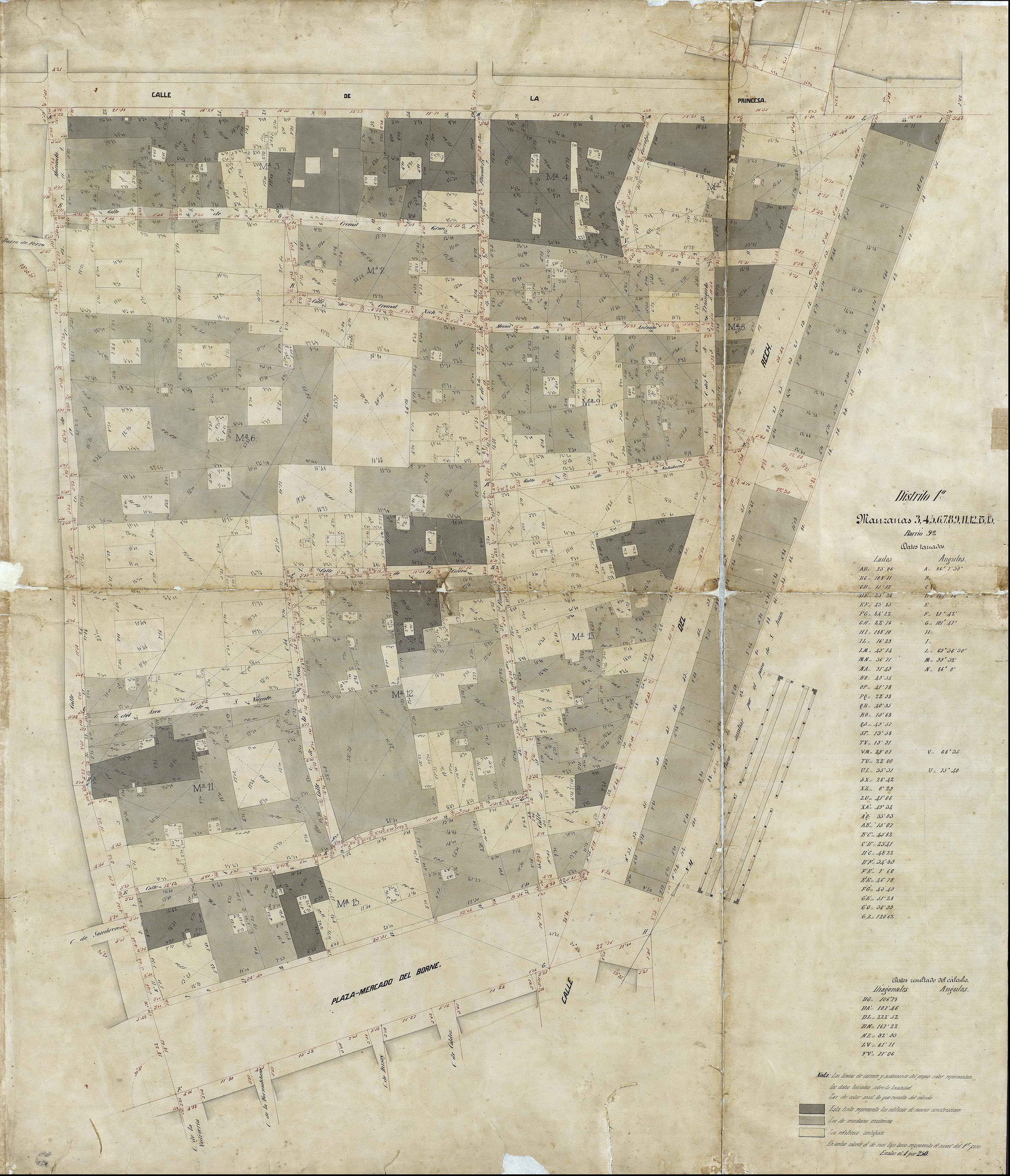
Quarteró núm. 15 de Garriga i Roca (c. 1860)

La Casa Higinia del Pozo és un conjunt d'edificis situats als carrers de Montcada, Arc de Sant Vicenç, Seca, Mosques i placeta de Montcada, catalogat com a bé cultural d'interès local. Des del 1979, allotja el centre cultural Euskal Etxea.

## Història

### Els Català i els pintats a la xinesca
El teixidor de seda o «veler» Isidre Català i Vives (1724-1787), amb obrador propi almenys des del 1749, va ser l'introductor de la tècnica de pintat a la xinesca. L'agost del 1767, va demanar la renovació de les prerrogatives i exempcions que ja gaudia, per la qual cosa va sol·licitar que la seva fàbrica fos visitada per experts nomenats per la Junta de Comerç. Segons aquesta visita, Català disposava de dos obradors, un a la plaça del Born amb 12 telers, i un altre amb 8, que donaven feina a 38 operaris, un gravador i 30 dones. El novembre del 1768, la seva fàbrica va rebre el títol de «reial» i l'exempció de l'impost d'alcabales. El 1769, la Junta de Comerç li va concedir una pensió anual de 200 duros i el dret a continuar gaudint de les gràcies que tenia concedides mentre funcionés la seva fàbrica. A canvi, li va imposar l'obligació de divulgar els seus secrets en un llibre i la formació d'estampadors d'indianes i xinesques, que serien habilitats per la mateixa corporació.
A més, Català va ser nomenat veedor o inspector de les fàbriques d'indianes a la xinesca. Per a poder dur a terme aquesta tasca docent, i adduint que necessitava més espai per a telers i taules de pintar, el 1770 va adquirir en emfiteusi dues cases a la placeta dels Sombrerers (actualment de Montcada) i el carrer de Montcada a Maria Teresa de Puiggener, vídua d'Anton de Bru i de Rocabruna-Samsó, i el seu fill Josep de Bru i de Puiggener-Orís. El 1772, en el transcurs de les obres (en les que va invertir 20.000 duros), va demanar permís per a augmentar la volada dels balcons. El 1777, va adquirir una altra casa contigua (núm. 31), procedent d'una venda judicial de la qual es beneficiaren també el veler Fèlix Sivilla (núm. 29) i Marià Bruguera (núm. 27).
El 1778, en un memorial adreçat al rei Carles III, Català es queixava que molts compradors es veien enganyats per les adulteracions d'alguns fabricants, la qual cosa causava un desprestigi als pintats de Barcelona. I si bé ell com a inspector havia recorregut a la Junta de Comerç per a solucionar-ho, es sentia maltractat pels seus mateixos deixebles, que l'acusaven i l'insultaven amb falsetats. A la seva mort, la indústria fou continuada pel seu fill Josep Català i Pujol, que el 1800 va adreçar un memorial al rei Carles IV, on demanava, entre altres coses, poder continuar tenint l'escut reial a la casa-fàbrica i als seus productes, així com l'exempció dels càrrecs de prohom, inspector i altres relatius al Gremi de Velers del que formava part. Segons els informadors de la Junta de Comerç, la seva fàbrica tenia 20 telers, 12 taules de pintar i més de 40 persones treballant-hi; la majoria dels teixits eren mocadors en blanc i de color, destinats al pintat i daurat (aleshores molt de moda al país i també a Barbaria, destí per al qual en tenia aplegats una quantitat considerable). A més, deien que, malgrat el bloqueig marítim imposat per Anglaterra, la fàbrica no havia decaigut gràcies a la seva dedicació en procurar donar sortida als mocadors, xals i altres guarniments, variant els models segons els gustos corrents a la Península i l'estranger. Per tot això, concloïen que la seva constància i capacitat li feien digne de la concessió de les prerrogatives que sol·licitava.

### Nous propietaris
Josep Català va morir el 1808, i el 1821, la seva vídua Marianna Casals i el seu fill Isidre Català i Casals, dependent de comerç, dividiren la propietat segons el plànol aixecat per Josep Mas i Vila, venent la casa de la cantonada al xocolater Vicenç Vinyals, i la del núm. 3 de la placeta de Montcada al comerciant Domènec Santamaria i Serra (1781-1857), natural de Berga.
El 1823, Vicenç Vinyals va adquirir la casa contigua del carrer de l'Arc de Sant Vicenç al corredor reial de canvis Felip Ferrés, i el 1824, els Català li vengueren a carta de gràcia la «casa xica» del núm. 31, venda que el 1827 es convertí en perpètua. El 1828 va demanar permís per a obrir una porta d'escala i remuntar un quart pis al carrer de l'Arc de Sant Vicenç, així com treure un ampit de reble i canviar-lo per un de ferro, en una de les finestres del quart pis de la casa de la cantonada de la plaça i el carrer de Montcada, segons el projecte del mestre de cases Francesc Bosch. El 1833, va demanar novament permís per a reparar la pedra de la cornisa, i pintar la façana, segons el projecte del mestre d'obres Esteve Gironella i Bosch.
El 1824, Domènec Santamaria va demanar permís per a eixamplar-hi tres portes, novament el 1826 per a arrebossar la façana del carrer de la Seca, i el 1829 per a convertir tres finestres en balcons al quart pis de la placeta de Montcada. A la seva mort, els seus hereus van posar la propietat en venda, i el 1861 va ser adquirida per Higinia del Pozo y Sarte, vídua del comerciant Manuel Egozcue i casada en segones noces amb el metge Joaquim Zulueta i Cisteré (o Sisteré). El 1865, va demanar permís per a reformar la façana del carrer de la Seca, segons el projecte del mestre d'obres Felip Ubach.
El 1870, va adquirir les cases del carrer de Montcada, 31 i 33 i de l'Arc de Sant Vicenç, 2-4, i va encarregar al mestre d'obres Josep Fontserè i Mestre la reforma del frontis del carrer de Montcada, 33 i de la placeta de Montcada, 1, eliminant l'entresol; l'any següent la del número 31 per a unir-lo amb l'anterior. El 1873, va adquirir la casa del núm. 29, i en va encarregar la reforma a Fontserè. A la seva mort el 1899, la propietat va ser heretada pel seu fill Josep Egozcue i del Pozo.

### Magatzem d'adrogueria
El 1863 hi havia el magatzem de drogues de Joaquim Cataumbert i Fradera: «Moncada (calle y plaza de). Almacen general de drogueria. Perdigones de todos números. Plomo y estaño en barras. Tubos de plomo continuos, para cañerias de gas ó agua. Mechas ó espoletas para barrenos. Articulos para la tintoreria y perfumeria. Productos quimicos y farmacéuticos. Fósforo vivo. Herboristeria. Articulos para la pintura, fotografia, tintoreria, curtidores y licoristas. Estearina en pan; bugias esteáricas; cera vegetal y animal, ó en rama. Despacho por mayor y menor. D. Joaquin Cataumbert y Fradera.»
Posteriorment, el negoci va passar a mans de la societat Ferrer i Batlle: «Casa-comercio de drogas para la industria, fabricacion especial de productos químicos y farmacéuticos. Laboratorio especial de pastillas y bombones medicinales de todas clases. Venta al por mayor para los farmacéuticos y droguistas. Direccion y oficinas Ferrer y Batlle, Plaza de Moncada, números 1 y 3. Barcelona.» Aquesta fou succeïda per Vicenç Ferrer i Cia, que uns anys més tard es traslladaria al nou edifici del carrer del Comerç. El magatzem de drogues va passar aleshores a mans d'Albert Fontana i Esteve, i el 1903 s'hi instal·là el despatx de la raó social Brillas, Pagans i Cia (des del 1921 Extractes Adobants i Productes Químics SA), dedicada a la producció d'extractes tànnics d'origen vegetal per a adobar pells. La fàbrica, situada a Celrà, tancà el 1971.

## Descripció
L'edifici del carrer de Montcada, 29 té planta baixa i quatre pisos, amb dues obertures per planta. Als baixos s'obre l'Arc de Sant Vicenç, flanquejat per dos arcs carpanells i amb coberta d'embigat de fusta. La segona obertura és de forma rectangular, coronada per una llinda de fusta, i correspon a un local comercial. Al pis principal hi ha una finestra amb ampit i un balcó amb barana de ferro i llosana decorada amb rajoles de ceràmica blanques. Aquesta disposició es repeteix a la resta dels pisos, si bé les llosanes van decreixent amb l'alçada. Com a particularitat, a l'últim pis s'obre una petita finestra central. L'edifici es clou amb una coberta plana. El parament és estucat i llis.
L'altre edifici, que correspon als números 31-33 del carrer de Montcada, presenta quatre obertures en forma d'arc molt rebaixat als baixos, corresponents a la porta d'accés i a un comerç. El pis principal té per tres balcons. El del lateral esquerre és individual, mentre que els altres dos del lateral dret tenen una barana de ferro contínua que enllaça amb el balcó que es troba a la banda de la placeta de Montcada. Els pisos restants presenten balcons individuals que flanquegen un finestró central. L'excepció és l'últim pis, només a base de finestres. Cada llosana decreixent dels balcons està ornada amb rajoles de ceràmica de color blanc, com és el cas de l'altre edifici. En aquest cas, el parament també és estucat, però presenta unes franges verticals i horitzontals pintades, travessades per esferes en l'espai entre el pis principal i el primer.